# Giuseppe Naudin
Giuseppe Naudin (Parma, 10 maggio 1792 – Parma, 5 dicembre 1872) è stato un pittore italiano.
Era discendente da una famiglia francese trasferitasi a Parma all'epoca dei primi Borbone. Frequentò lo studio di Paolo Toschi, specializzandosi nell'arte della miniatura e dell'acquerello. Collaborò per un certo tempo con il Toschi e con Carlo Raimondi. Divenne noto anche a livello nazionale dopo aver eseguito alcune copie all'acquerello di affreschi del Correggio.
La duchessa Maria Luigia lo nominò pittore di corte e diventò accademico d'onore dell'Accademia di Belle Arti di Parma.
Eseguì copie all'acquerello degli affreschi di vari pittori e raffinati quadri delle residenze di campagna di Maria Luigia e degli interni del Palazzo Ducale di Parma. Sotto la sua guida la duchessa perfezionò la tecnica dell'acquerello.
Diventò famoso in tutta Italia, soprattutto come miniaturista. Gli furono attribuite diverse onorificenze: nel 1872 il re d'Italia lo premiò con una medaglia d'oro e con le insegne mauriziane.

## Opere
La maggior parte delle sue opere sono conservate al Museo Glauco Lombardi di Parma:
- Il castello di Torrechiara
- Il giardino privato di Maria Luigia, posto tra la Pilotta e il Palazzo Ducale
- Sala del trono
- Sala di ricevimento
- Sala di soggiorno,
- Camera da letto di Maria Luigia
- Costume di contadina parmense
- Ritratto di dama di Palazzo
- Ritratto di Chiara Mazzucchini Guidoboni-Cerati
- Ritratto della contessa Castagnola
- Monumento a Rodolfo d'Asburgo
- Camera da letto di Neipperg
- Ritratto di Albertina di Montenuovo
- Ritratto di Guglielmo di Montenuovo
- Sala da studio
- Ritratto di Alberto Sanvitale
- La duchessa Maria Luigia in un viale del Casino dei Boschi di Sala Baqganza